# چرنووکووو (استان دوبریچ)
چرنووکووو (به بلغاری: Chernookovo) یک منطقهٔ مسکونی در بلغارستان است که در شهرستان جنرال توشوو واقع شده‌است.